# Zdravinje (Kruševac)
Pour les articles homonymes, voir Zdravinje.
Zdravinje (en serbe cyrillique : Здравиње) est un village de Serbie situé sur le territoire de la Ville de Kruševac, district de Rasina. Au recensement de 2011, il comptait 740 habitants.

## Démographie
| 1948  | 1953  | 1961  | 1971  | 1981  | 1991  | 2002 | 2011 |
| ----- | ----- | ----- | ----- | ----- | ----- | ---- | ---- |
| 1 296 | 1 330 | 1 280 | 1 186 | 1 154 | 1 115 | 898  | 740  |

|  |